# Nematoserica caerulea
Nematoserica caerulea är en skalbaggsart som beskrevs av Gilbert John Arrow 1917. Nematoserica caerulea ingår i släktet Nematoserica och familjen Melolonthidae. Inga underarter finns listade i Catalogue of Life.